# Harry Wicks
Harry Wicks (* 16. August 1905 in London; † 26. März 1989) war einer der bekanntesten Vertreter des Trotzkismus in Großbritannien.

## Leben
Harry Wicks wurde 1919 Mitglied der Schienenarbeitergewerkschaft National Union of Railwaymen. Er trat der Labour Party bei, verließ sie 1921 und ging zur Communist Party of Great Britain (CPGB). 1926 wurde er in den Vorstand der Young Communist League gewählt und an die Internationale Lenin-Schule in Moskau gesandt. Da Wicks die trotzkistische Balham Group unterstützte, wurde er 1932 aus der CPGB ausgeschlossen. Er wurde Gründungsmitglied der Communist League und traf Trotzki persönlich Ende 1932 in Kopenhagen. Trotzkis Vorschlag, der Independent Labour Party (ILP) beizutreten, lehnte er ab.
Wicks begann mit C. L. R. James von der Marxist Group zusammenarbeiten. Die folgenden Jahre führten ihn von der Socialist Anti-War Federation und der ILP wieder zurück in die Labour Party und in die Gewerkschaft National and Local Government Officers’ Association. 1971 wurde er wieder Mitglied einer trotzkistischen Partei, der International Socialists, verließ diese jedoch nach einer Spaltung. Später unterstützte er die Socialist Workers Party bei verschiedenen Kampagnen.

## Werke
- Keeping my head : the memoirs of a British Bolshevik. Socialist Platform, 1992, ISBN 0-9508423-8-9